# Kozłów (powiat wrocławski)
Kozłów – wieś w Polsce położona w województwie dolnośląskim, w powiecie wrocławskim, w gminie Kąty Wrocławskie.
W latach 1975–1998 miejscowość należała administracyjnie do województwa wrocławskiego.

## Nazwa
Nazwa pochodzi od polskiej nazwy zwierzęcia - kozła. Śląski pisarz Konstanty Damrot w swoim dziele o znaczeniu nazw na Śląsku wydanym w 1896 roku w Bytomiu wymienia nazwę wsi w obecnym polskim brzmieniu "Kozłów" podaje także dwie wcześniejsze nazwy zanotowane w dokumentach historycznych z 1245 roku "Cosanowo" oraz 1381 "Cosnow". Miejscowość została wymieniona w staropolskiej formie Kozelow w łacińskim dokumencie wydanym w 1333 roku.
Nazwa została później przez Niemców zgermanizowana na Kosel w wyniku czego utraciła swoje pierwotne znaczenie.